# Fire with Fire
Pour plus de détails, voir Fiche technique et Distribution.
Fire with Fire est un film romantique américain, réalisé par Duncan Gibbins, sorti en 1986.

## Synopsis
Joe Fisk, un jeune rebelle, est envoyé dans un centre pour délinquants juvéniles en Oregon. Pourchassé lors d'un entraînement en forêt, il tombe par hasard sur le lac où nage Lisa. Cette dernière est la pensionnaire d'un établissement catholique pour filles, conservateur et austère. Entre Joe et Lisa, l'attraction est aussi immédiate qu'interdite.

## Fiche technique
Sauf indication contraire, les informations mentionnées dans cette section peuvent être confirmées par la base de données cinématographiques IMDb,  présente dans la section « Liens externes ».
- Titre original : Fire with Fire
- Titre francophone (vidéo) : Le feu par le feu
- Réalisation : Duncan Gibbins
- Scénario : Paul Boorstin, Sharon Boorstin, Bill Phillips, Warren Skaaren
- Casting : Jackie Burch
- Direction artistique : Michael S. Bolton
- Décors : Rondi Johnson
- Costumes : Enid Harris
- Maquillage : Jamie Brown
- Photographie : Hiro Narita
- Montage : Peter E. Berger
- Musique : Howard Shore
- Production : Gary Nardino
- Sociétés de production : Paramount Pictures
- Sociétés de distribution : Olive Films, Paramount Pictures
- Pays de production :  États-Unis
- Langue : Anglais
- Format : Couleurs (Metrocolor) - 1,85:1 - Mono - 35 mm
- Genre : Drame, romance
- Durée : 103 minutes
- Date de sortie en salles : 
  - États-Unis : 9 mai 1986

## Distribution
- Craig Sheffer : Joe Fisk
- Virginia Madsen : Lisa Taylor
- Jon Polito : Mr Duchard
- J.J. Cohen : Myron
- Kate Reid : sœur Victoria
- Jean Smart : sœur Marie
- Tim Russ : Jerry Washington
- Kari Wuhrer : Gloria
- D. B. Sweeney : Thomas Baxter
- Ann Savage : sœur Harriet
- David Harris : Ben Halsey

## Anecdotes
- La scène reproduite par Lisa s'inspire du tableau Ophelia, signé par l'artiste préraphaélite John Everett Millais.
- Le film est basé sur un événement survenu en 1978 à Pasadena, en Californie : un couvent local avait organisé une soirée dansante avec les membres d'un centre de détention situé à proximité. Le bal fut relaté dans un article, Something's Coming, Something's Good, publié le 17 juillet 1978 dans le New West magazine.